# Oxira unicolor
Oxira unicolor là một loài bướm đêm trong họ Noctuidae.